# مجموعة جزر الزبير
مجموعة جزر الزبير هي مجموعة من 10 جزر بركانية كبرى تبعد عن الشواطئ اليمنية 50-60 كم، وهي على قمة بركان درعي في البحر الأحمر، يصل ارتفاعها إلى 191 م (627 قدم) فوق مستوى سطح البحر، ويبلغ طول أكبرها وهي جبل الزبير ما بين 5-7 كم. وعلى مدى الأزمنة التاريخية استمر البركان بالثوران.

## تاريخ الثوران

### ثوران 1824
ووقع انفجار صغير في عام 1824 في «جزيرة السرج» إحدى جزر الزبير، مع نشاط منخفض. وثار البركان في 14 أغسطس 1846، ولكن هذا الحدث غير مؤكد.

### ثوران 2011-2012
وقع الانفجار البركاني في 19 ديسمبر 2011 في قاع البحر. وأظهرت صور الأقمار الصناعية سحابة بركانية في البحر بين «هايكوك» و«جزر وعرة». وتصاعدت الحمم البركانية 30م فوق سطح البحر. وكان انفجار تحت الماء أدى لظهور جزيرة جديدة، بين «وعرة» و«جزر هايكوك».
اعتبارا من 12 يناير 2012، كانت الجزيرة الجديدة نمت حوالي 530 إلى 710 متر، وبدأ نشاط بشكل مفرط.
وأظهرت صور الأقمار الصناعية التي ألتقطت في 15 يناير 2012 أن ثورة البركان قد توقفت، وأنتجت جزيرة جديدة.
وأظهرت صور التقطت بالاقمار الاصطناعية في 15 فبراير أن الجزيرة الجديدة لديها فوهة بركان.

### ثوران 2013
في 28 سبتمبر 2013 بدأ انفجار تحت الماء، إلى الجنوب الغربي من موقع انفجار 2011-2012، مع تلون المياه وسحابة البخار كبير عنها. ويقدر العلماء أن ثوران تجري على انخفاض 100 متر تحت سطح الأرض، وهذا يعني أن مرحلة جديدة من ثوران سرتسي بدأت. وأستمر النشاط في الموقع إلى أكتوبر، مع سحابة بخار كبيرة،  وفي أواخر أكتوبر 2013، ظهرت جزيرة جديدة في المحيط.